# Hacienda Simón Verde
La hacienda Simón Verde se encuentra en Gelves, provincia de Sevilla (Andalucía, España). Es un edificio agrario reformado por Juan Talavera y Heredia en 1928.

## Geografía
Se encuentra en Gelves, a unos 600 metros del cauce del río Guadalquivir y a unos 300 metros de los chalets de la urbanización Simón Verde, construida en la década de 1970 y situada en los términos de Gelves y Mairena del Aljarafe. En 2010 se construyó frente a ella la urbanización Hacienda Simón Verde, junto a la Carretera de Gelves.

## Historia
Narciso Ciáurriz Rodríguez adquirió esta finca, que había pertenecido al mercader florentino Simón Verde, en 1914 y le ordenó reconstruirla al arquitecto Juan Talavera y Heredia, que se encargó del proyecto y dirección de la obra. La obra comenzó en 1923 y finalizó en 1928, a un año de la Exposición Iberoamericana de Sevilla.
Se trata de una hacienda de rotundos volúmenes agrupados alrededor de un torreón a modo de mirador con grandes arcos. La casa destinada al propietario era de nueva construcción y los inmuebles destinados a edificios agrícolas se montaron aprovechando edificaciones existentes. Entre otros detalles destacan las galerías, los pórticos, los vanos con tejaroz, las rejas, los balcones-cierros de madera y las embocaduras de ladrillo tallado. El acceso principal, en la fachada este, abre a un salón con chimenea y el acceso noble del vestíbulo y a escalera se encuentra en la fachada secundaria sur.